# Texte Metzler
Texte Metzler war eine literaturwissenschaftliche Schriftenreihe des J.B. Metzler Verlages. 

## Geschichte und Konzept
Die 28 Titel umfassende Kollektion bildete die Fortsetzung der Reihe Dichtung und Erkenntnis (Bd. 1‒9, 1967‒1969), mit dem besonderen Merkmal, dass nach 1970 neu aufgelegte Bände der abgebrochenen Reihe mit alter Zählung in die neue Reihe aufgenommen wurden. Texte Metzler (Laufzeit 1970‒1981) bot insbesondere der 68er-Kohorte ein Forum für ihre Vorstellungen von einer zeitgemäßen Germanistik. 

## Die Bände der Reihe

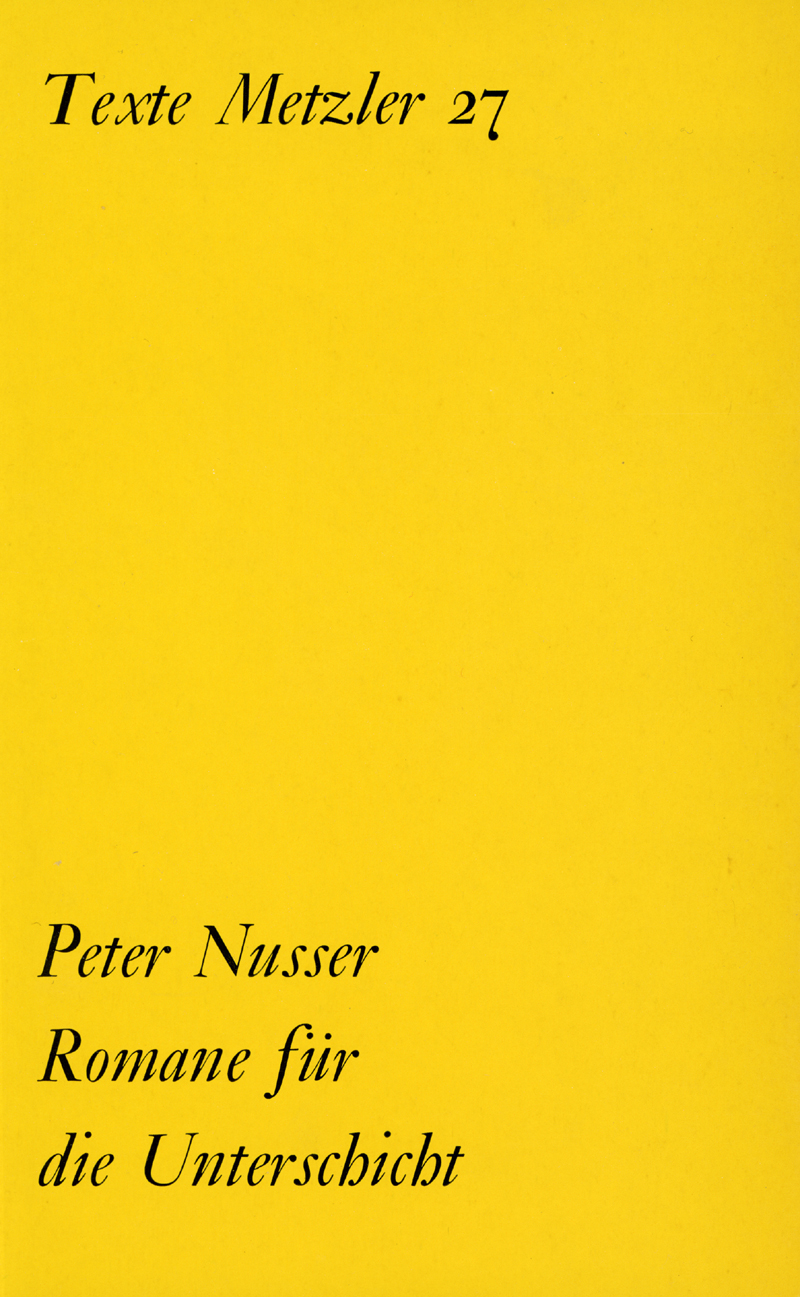

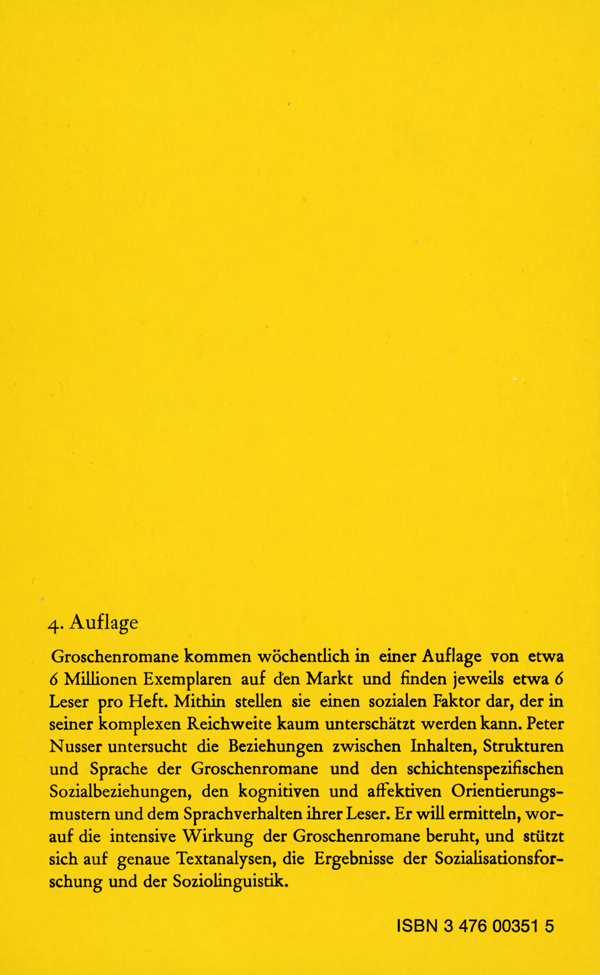

- Band 4: Hans Glinz: Sprachwissenschaft heute. Aufgaben und Möglichkeiten. 2., durchges. u. wesentlich erw. 1970 (1. Aufl. 1967)
- Band 10: Hans-Wolf Jäger: Politische Kategorien in Poetik und Rhetorik der zweiten Hälfte des 18. Jahrhunderts. 1970
- Band 11: Friedrich Knilli: Deutsche Lautsprecher. Versuche zu einer Semiotik des Radios. 1970
- Band 12: Richard Faber: Novalis. Die Phantasie an die Macht. 1970
- Band 13: Erwin Leibfried: Identität und Variation. Prolegomena zur kritischen Poetologie. 1970
- Band 14: Manfred Hahn: Präsozialismus: Claude-Henri de Saint-Simon. Ein Bericht. 1970
- Band 15: Gertrude Cepl-Kaufmann, Winfried Hartkopf, unter Mitwirkung von Hans-Gerd Classen, Günter Jörgenshaus und Detlev F. Neufert: Germanistikstudium. Einführung in das Studium der Literaturwissenschaft. 1973
- Band 16: Marie-Luise Gansberg, Paul-Gerhard Völker: Methodenkritik der Germanistik. Materialistische Literaturtheorie und bürgerliche Praxis. 1970 (4., teilw. überarb. Aufl. 1973)
- Band 17: Klaus Schröter: Heinrich Mann: „Untertan“. Zeitalter. Wirkung. Drei Aufsätze. 1971
- Band 18: Jost Hermand: Stänker und Weismacher: Zur Dialektik eines Affekts. 1971
- Band 19: Manfred Windfuhr: Die unzulängliche Gesellschaft. Rheinische Sozialkritik von Spee bis Böll. 1971
- Band 20: Hans-Wolf Jäger: Politische Metaphorik im Jakobinismus und im Vormärz. 1971
- Band 21: Karsten Witte: Reise in die Revolution. Gerhard Anton von Halem und Frankreich im Jahre 1790. 1971
- Band 22: Karl Riha: Cross-Reading und Cross-Talking. Zitat-Collagen als poetische und satirische Technik. 1971
- Band 23: Bernd Peschken: Versuch einer germanistischen Ideologiekritik. Goethe, Lessing, Novalis, Tieck, Hölderlin, Heine in Wilhelm Diltheys und Julian Schmidts Vorstellungen. 1972
- Band 24: Der für 1972/73 geplante Band ist nicht erschienen.
- Band 25: Der für 1972/73 geplante Band ist nicht erschienen.
- Band 26: Rodolphe Gasché: Die hybride Wissenschaft. Zur Mutation des Wissenschaftsbegriffs bei Emile Durkheim und im Strukturalismus von Claude Lévi-Strauss. 1973
- Band 27: Peter Nusser: Romane für die Unterschicht. Groschenhefte und ihre Leser. 1973 (5. Aufl. 1981)